# ۹۶۰ (میلادی)
۹۶۰ (میلادی) نهصد و شصتمین سال تقویم میلادی است.

## درگذشتگان
‎